# Котляров, Ришат Ренатович
Ришат Ренатович Котляров (9 декабря 1985, Москва) — российский футболист, игрок в мини-футбол.

## Биография
Воспитанник московской СДЮШ «Перовец». В 2005 году сыграл несколько матчей за футбольный «Спартак» Щёлково, однако вскоре сменил футбол на мини-футбол, став игроком московского «Динамо». Сыграл три матча в Кубке УЕФА по мини-футболу. Во время игры за «Динамо» продолжал числиться в заявке щёлковского «Спартака» и был дисквалифицирован на полгода. Этот сезон принёс Котлярову титул чемпиона России и серебряные медали Кубка УЕФА.
В начале следующего сезона был отдан в аренду «Мытищам», после чего вернулся в «Динамо».
Играл за казахстанский «Семей», который покинул летом 2024 года.

## Достижения
- Чемпион России по мини-футболу 2006
- Бронзовый призёр Чемпионата России по мини-футболу (3) — МФК Сибиряк 2014, 2015 г. МФК Газпром 2017 г.
- Обладатель Кубка России (3) МФК Газпром 2017, 2018. МФК Норильский Никель 2019 г.